# 山王坊
山王坊（さんのうぼう）は岐阜県下呂市森にある毘沙門天を本尊とする高野山真言宗の寺院。山号は弘法山。東海白寿三十三観音霊場27番札所。飛騨信貴山の異名を持つ。
昭和12年（1937年）に下呂水明館創業者の滝多賀男が建立を志し、中呂の大前家旧家を下呂に移して昭和14年（1939年）に本堂、庫裡が完成した。寺格は美濃市上有知村向山にあった貞享2年（1685年）建立の寺より移し、八王子市金剛院の田和諦観師を開山に招いて開かれた。